# Lasiophila sombra
Lasiophila sombra är en fjärilsart som beskrevs av Otto Thieme 1906. Lasiophila sombra ingår i släktet Lasiophila och familjen praktfjärilar. Inga underarter finns listade i Catalogue of Life.